# Hippolyte Colet

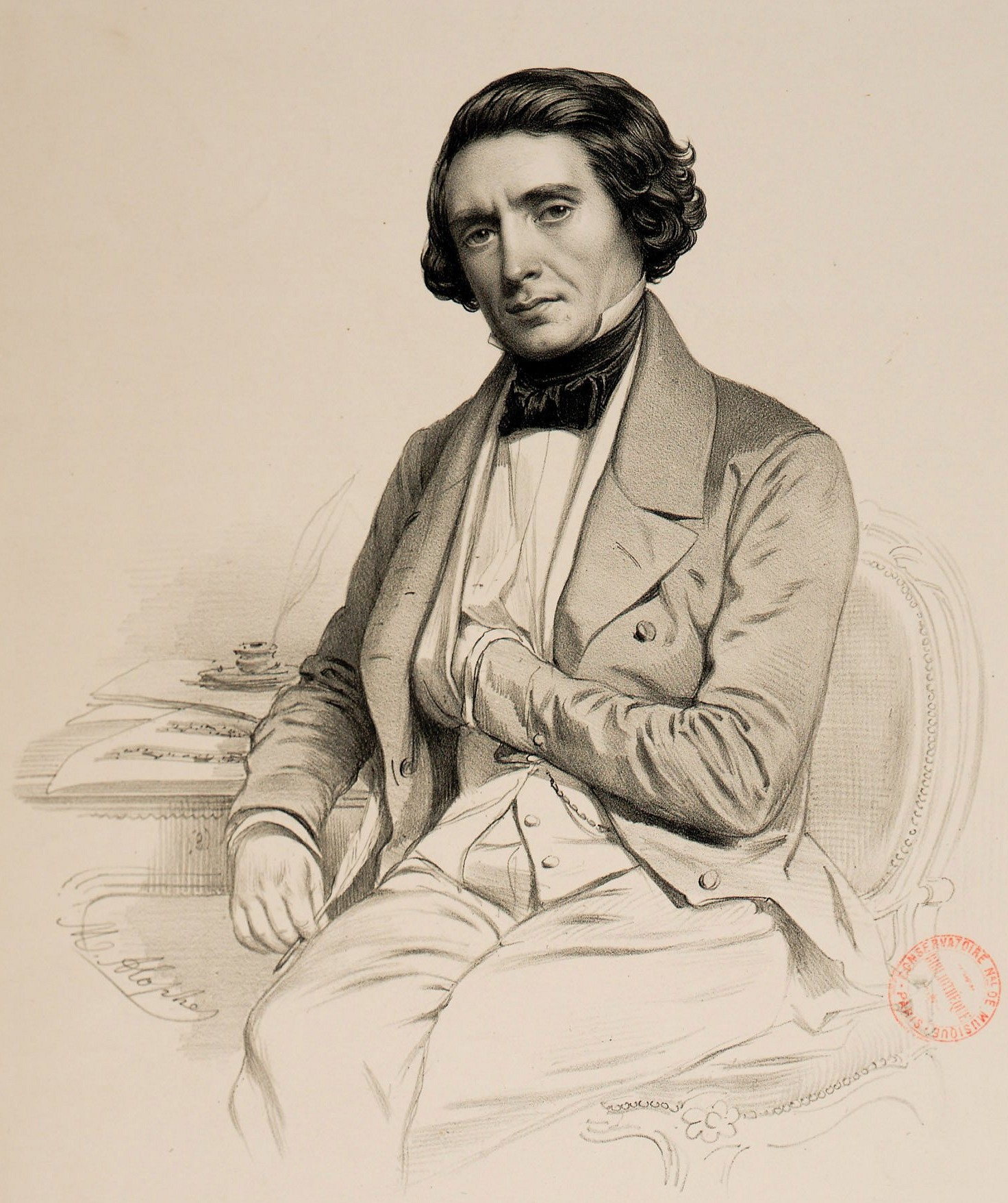
Hippolyte Colet, Lithografie von Marie-Alexandre Alophe

Hippolyte Raymond Colet (* 5. Dezember 1808 in Uzès; † 21. April 1851 in Paris) war ein französischer Komponist, Musikpädagoge und -theoretiker.
Colet studierte am Conservatoire de Paris ab 1828 Harmonielehre und Kontrapunkt bei Antonín Reicha und ab 1831 Komposition bei Henri Montan Berton. 1834 gewann er mit der Kantate L’Entrée en loge nach einem Text von Jean-François Gail den ersten Second Grand Prix de Rome. Am 5. Dezember 1834 heiratete er die aspirierende Dichterin Louise Colet in Mouriès. 
Als Vertreter von Reicha und Repetitor in dessen Klasse am Conservatoire unterrichtete Colet Ende der 1830er Jahre auch den jungen César Franck. 1840 wurde er Professor für Harmonielehre, angeblich vor allem aufgrund des Freundeskreises seiner schönen Gattin. Zu seinen Schülern zählten u. a. Joseph Crèvecoeur, Charles Lebouc, Adolphe Nibelle, Alfred Deléhelle, Gustave Lefèvre und Henryk Wieniawski.
1837 veröffentlichte Colet seine kontrovers aufgenommene Schrift La Panharmonie, in der er sich eine romantische Auffassung der Musik von Berlioz gegenüber Traditionalisten wie Cherubini und Fétis zu eigen machte. Weitere musiktheoretische und -pädagogische Schriften erschienen mit finanzieller Unterstützung durch Pierre-Marie Gaugiran, einen pensionierten Offizier der Königlichen Garde.

## Werke
- L’Abencérage, Oper in zwei Akten, 1837
- L’Ingénue, komische Oper in einem Akt, 1841
- Le Marabout de Sidi-Brahim, komische Oper in einem Akt, 1845
- La Messe de Minuit, Streichquartett
- Le Jour des Morts, Klavierquintett
- Klavierbegleitung zu Chants et chansons populaires de la France von Théophile Marion Dumersan

## Schriften
- La Panharmonie musicale, ou cours complet de composition théorique et pratique. Harmonie, mélodie, contre-points, figures, musique ancienne et moderne, instrumentation, orchestration, avec un nouveau système de clefs réduites à une seule clef de sol et une nouvelle manière de chiffrer plus simple, plus logique, à l’usage des artistes, des amateurs, des écoles de chant, des pensions et des collèges, 1837
- Cours complet d’harmonie et de composition, 1837
- Partimenti, ou Traité spécial, dédié aux pianistes
- Les Harmonies du Conservatoire, ouvrage qu’on peut appeler le contrepointiste moderne
- Conseils à mes élèves ou traité élémentaire d’harmonie servant d’introduction à la panharmonie musicale, 1847